# Кожан, Сергей
Сергей Кожан (латыш. Sergejs Kožans; род. 16 февраля 1986, Рига) — латвийский футболист, игравший на позиции защитника.

## Клубная карьера
Молодёжную карьеру провёл в ЮФЦ «Сконто». Профессиональную карьеру начал в 2005 году за столичный клуб «Сконто», в котором провёл 4 сезона, приняв участие в 51 матче и забив 5 голов. В 2009 году вместе со своим товарищем по команде Иваном Лукьяновым перешёл в польский клуб «Лехия» (Гданьск). В своем первом сезоне за «Лехию» сыграл 18 матчей и забил 1 гол. Всего он провёл три сезона в Экстралиге, сыграв в 42 матчах и забив 1 гол. 24 мая 2012 года было объявлено, что Кожан покинул клуб. Он стал свободным агентом, и 13 октября 2012 года перешёл в белорусский клуб «Шахтёр» (Солигорск), подписав контракт до конца сезона. В 2012 году «Шахтёр» стал вице-чемпионом Белоруссии. В марте 2013 года Кожан присоединился к другому белорусскому клубу — «Славия-Мозырь». Он сыграл в 5 матчах чемпионата за клуб, но потом ушёл из-за личных причин. В августе 2013 года Сергей вернулся в свой бывший клуб «Сконто». В августе 2014 года покинул рижский клуб из-за его финансовых трудностей и невыплаты заработной платы. 7 августа 2014 года было объявлено, что Кожан перешёл в польский клуб «Тыхы».

## Карьера за сборную
Был в составах сборных Латвии: до 17 лет и до 21 года, но в национальную сборную Латвии не вызывался.

## Достижения
- Вице-чемпион Латвии: 2000, 2001, 2005, 2013
- Бронзовый призёр Латвии: 2006, 2008